# Wanessa Camargo (álbum de 2000)
Wanessa Camargo é o álbum de estreia da artista musical brasileira de mesmo nome, lançado em 27 de novembro de 2000 pelo selo da BMG e RCA (hoje Sony Music).

## Desenvolvimento
O álbum traz composições de figuras conhecidas da música nacional, como Fernanda Takai, Patrícia Coelho e uma da própria Wanessa. A versão original do álbum continha apenas 15 músicas. Quando Wanessa foi convidada para participar da trilha sonora da novela Um Anjo Caiu do Céu da Rede Globo, a música "Apaixonada por Você", originalmente um dance-pop, foi regravada como uma balada romântica e com expressivas mudanças em relação à versão original. Assim, o CD foi posteriormente relançado, trazendo a nova versão de "Apaixonada por Você" como segunda faixa-bônus do álbum.

## Recepção
A música "Apaixonada por Você" esteve na posição 14 entre as 100 músicas mais tocadas das rádios em 2001. O álbum vendeu mais de 350 mil cópias no Brasil e ganhou disco de ouro.

## Lista de faixas
| N.º            | Título                                                           | Compositor(es)                                                                                 | Duração |  |
| 1.             | "O Amor Não Deixa" ("Love Won't Let Me")                         | Jason Deere Franne Golde Kasey Livingston César Lemos                                          | 3:43    |  |
| 2.             | "Deixa Pra Lá"                                                   | Ricardo Fiúza Fernanda Takai Mário PC                                                          | 4:05    |  |
| 3.             | "Eu Sei" ("Stay")                                                | Deere James Westbrook Karen Childers Phillip Sweet Kimberley Roads Silvio Richetto Grace Barci | 3:29    |  |
| 4.             | "Apaixonada por Você"                                            | Junno Andrade Zezé Di Camargo                                                                  | 3:48    |  |
| 5.             | "Girassóis"                                                      | Fernando Carvalho Nilson Chaves                                                                | 3:27    |  |
| 6.             | "A Mulher em Mim" ("Underneath")                                 | Bonnie Baker Deere Kim Keyes Paulo Bethencourt Lemos                                           | 3:56    |  |
| 7.             | "Fuga"                                                           | Patrícia Coelho Emerson Villarri Jairzinho Oliveira                                            | 4:08    |  |
| 8.             | "A Força da Paixão"                                              | Gilson Tivas                                                                                   | 3:15    |  |
| 9.             | "Educação Sentimental II"                                        | Herbert Vianna Paula Toller Leoni                                                              | 4:18    |  |
| 10.            | "Eu Posso Te Sentir" ("Breathe")                                 | Holly Lamar Stephanie Bentley Dudu Falcão                                                      | 4:09    |  |
| 11.            | "Eu Nasci pra Amar Você" ("Born to Give My Love to You")         | Pat Bunch Pam Rose Mary Ann Kennedy Zezé Di Camargo Wanessa Camargo                            | 3:21    |  |
| 12.            | "Só Sei Amar Você"                                               | Wanessa Camargo Álvaro Socci Cláudio Matta                                                     | 4:14    |  |
| 13.            | "Antes e Depois de Você"                                         | Lemos Karla Aponte                                                                             | 4:31    |  |
| 14.            | "Amanhecer em Mim" ("Amaneciendo en Ti")                         | Alfredo Matheus Falcão                                                                         | 3:59    |  |
| 15.            | "Love Won't Let Me" (Faixa bônus)                                | Deere Golde Livingston                                                                         | 3:44    |  |
| 16.            | "Apaixonada por Você" (versão Um Anjo Caiu do Céu) (Faixa bônus) | Junno Andrade Zezé Di Camargo                                                                  | 3:52    |  |
| Duração total: | Duração total:                                                   | Duração total:                                                                                 | 62:08   |  |

## Certificações
| Chart         | Certificação |
| ------------- | ------------ |
| Brasil (ABPD) | Ouro         |